# Frýni (Leucade)
Frýni, en grec moderne : Φρύνι, est un village du dème de Leucade, district régional de Leucade, en Grèce.
Selon le recensement de 2011, la population du village compte 494 habitants.